# Live in Detroit
Albums de The Doors
No One Here Gets Out Alive
(2001)
Live in Detroit est le cinquième album live des Doors, enregistré à la Cobo Arena de Détroit, dans le Michigan, le 8 mai 1970. Il est sorti en 2000 et tient sur deux disques. Il est le deuxième disque de l'étiquette Bright Midnight Records. Ce concert est une des plus longues performances des Doors. John Sebastian se joint à eux après Light My Fire à 1h47 de concert pour interpréter quelques titres blues comme I'm A King Bee ou Mean Mustard Blues.

## Pistes
Disque 1:
1. Tuning
2. Roadhouse Vamp
3. Hello To The Cities
4. Dead Cats, Dead Rats
5. Break On Through (To The Other Side)
6. Alabama Song (Whisky Bar)
7. Back Door Man
8. Five To One
9. Roadhouse Blues
10. You Make Me Real
11. Ship Of Fools
12. When The Music's Over
13. People Get Ready
14. Mystery Train
15. Away In India
16. Crossroads

Disque 2:
1. Tuning
2. Carol
3. Light My Fire
4. Been Down So Long
5. Love Hides
6. Mean Mustard Blues
7. Carol (Reprise)
8. Close To You
9. I'm A King Bee
10. Rock Me/Heartbreak Hotel
11. The End

## Personnel
- Jim Morrison - Chant
- Ray Manzarek - Clavier, Chant
- John Densmore - Batterie
- Robby Krieger - Guitare
- John Sebastian - Harmonica, guitare (sur le second disque, pistes 4 à 10)